# José Manuel Sánchez Asencio
José Manuel Sánchez Asencio (Elx, 1967) és un polític valencià. Ha estat regidor pel Partit Socialista del País Valencià (PSPV) a l'ajuntament d'Elx des de 1999, tinent d'alcalde de 2003 a 2011 i membre del Comitè Nacional del PSPV de 2004 a 2008. És diputat a les Corts Valencianes des de les eleccions de 2011.